# Łukasz Simlat
Łukasz Adam Simlat (ur. 11 grudnia 1977 w Sosnowcu) – polski aktor.

## Życiorys
Absolwent II Liceum Ogólnokształcącego im. Emilii Plater w Sosnowcu. Przez dwa lata uczęszczał do studia aktorskiego „Art-Play” Doroty Pomykały i Danuty Owczarek w Katowicach. W 2000 ukończył studia w Akademii Teatralnej w Warszawie (bez dyplomu).
Po ukończeniu studiów występował gościnnie w kilku teatrach bez stałego etatu. Od 3 grudnia 2007 jest etatowym aktorem warszawskiego Teatru Powszechnego. W 2012 został członkiem zespołu artystycznego Teatru Studio w Warszawie. Jego teatralne dokonania artystyczne były wielokrotnie doceniane i nagrodzane, a krytycy podkreślają m.in. bogactwo środków artystycznych, jakie Simlat potrafi wydobyć i zastosować w kreowaniu postaci.
Jest żonaty.

## Role teatralne
Akademia Teatralna, Warszawa
- 1999: Dziady zbliżenia jako ksiądz Piotr (reż. Maciej Prus)
- 2000: Dwaj panowie z Werony jako Proteusz (reż. Piotr Cieplak)
- 2000: Mewa jako Borys Trigorin (reż. Agnieszka Glińska)

Studio Teatralne KOŁO, Warszawa
- 2000: Rosyjski dramat (reż. Igor Gorzkowski)
- 2000: Strona zakwitających dziewcząt jako Robert, markiz de Saint-Loup (reż. I. Gorzkowski)

Scena Prezentacje, Warszawa
- 2000: Gdzie niemowlę? jako Jack Worthing (reż. Romuald Szejd)

Teatr Narodowy, Warszawa
- 2001: Dożywocie jako Służący w oberży; Żyd; Muzykant (reż. Jan Englert)

Przedstawienia impresaryjne
- 2003: Pułkownik Ptak jako Haczo (reż. Piotr Nowak)
- 2003: Dobry wieczór kawalerski jako młody (reż. Jerzy Bończak)

Teatr Dramatyczny, Warszawa
- 2004: Zima jako żołnierz (reż. Łukasz Garlicki)

Centrum Artystyczne M25 [Mińska 25], Warszawa
- 2006: Bomba jako Darek (reż. Maciej Kowalewski)

Teatr Polonia, Warszawa
- 2006: Trzy siostry jako Solony (reż. Natasha Parry, Krystyna Janda)
- 2008: Dowód jako Hal (reż. Andrzej Seweryn)

Teatr Komedia, Warszawa
- 2007: Metoda jako Enric Font (reż. Piotr Łazarkiewicz)

Teatr na Woli im. Tadeusza Łomnickiego, Warszawa
- 2007: Wyścig spermy jako Rajmund Hitler (reż. M. Kowalewski)

### Teatr Powszechny, Warszawa
- 2008: Loretta jako Dave (reż. Robert Gliński)
- 2008: Febe, wróć jako Frazer (reż. Adam Guziński)
- 2009: Lot nad kukułczym gniazdem jako doktor Spivey (reż. Jan Buchwald)

### Teatr Telewizji
- 1999: Lalek jako kolega Lalka (reż. Zbigniew Zapasiewicz)
- 2004: Sceny z powstania jako oficer niemiecki (reż. zbiorowa)
- 2006: Śmierć rotmistrza Pileckiego (Scena Faktu) jako Tadeusz Płużański (reż. Ryszard Bugajski)

### Teatr Imka
- 2010: Sprzedawcy gumek jako Johannan (reż. Artur Tyszkiewicz)

### Teatr Studio, Warszawa
- 2012: „Anna Karenina” jako Aleksiej Kriłłowicz Wroński (reż. Paweł Szkotak)
- 2013: „Sąd ostateczny” jako Tomasz Hudetz (reż. Agnieszka Glińska)
- 2014 „Jednocześnie” (reż. Łukasz Garlicki)
- 2014 „Rewizor” (reż. Nikołaj Kolana)
- 2014 „Jak zostałam wiedźmą” (reż. Agnieszka Glińska)
- 2015 „Efekt” (reż. Agnieszka Glińska)
- 2016 „Wiosna” (reż. Leonardo Moreira)

## Role filmowe
W filmie zadebiutował rolą epizodyczną w serialu Dom (2000). Przez jakiś czas grał drobne role w filmach (m.in. Warszawa) i serialach. Na planie II części Bożej podszewki dostrzegła go reżyser Izabella Cywińska, mimo iż spędził tam zaledwie jeden dzień zdjęciowy, i wkrótce powierzyła mu ambitną rolę rozdartego wewnętrznie Arka w produkcji Kochankowie z Marony (2005). Później Simlat miał też okazję zagrać Szymona w uhonorowanym kilkoma nagrodami filmie Statyści Michała Kwiecińskiego (2006) oraz drugoplanową, ale dającą się zapamiętać, rolę ojca Adasia we Wszyscy jesteśmy Chrystusami Marka Koterskiego. Grał rolę księgowego Adama Turka w serialu BrzydUla, emitowanym w stacji TVN.

### Filmy
- 2002: Ostatnia kryjówka
- 2003: Warszawa jako Jacek
- 2003: Zerwany jako „Długonogi”, wychowawca w zakładzie poprawczym
- 2004: Długi weekend jako młody wspólnik dziadka
- 2004: Vinci jako Kudra
- 2005: PitBull jako młody kardiolog
- 2005: Kochankowie z Marony jako Arek
- 2005: Doskonałe popołudnie jako mężczyzna podwożony przez Andrzeja
- 2006: Wszyscy jesteśmy Chrystusami jako ojciec Adasia
- 2006: Statyści jako Szymon
- 2007: Świadek koronny jako mężczyzna zabity przez Sarnecką
- 2007: Hania jako Wojtek
- 2007: Lekcje pana Kuki jako dresiarz
- 2007: Pokój szybkich randek jako Artur Wrzesiński, mąż Natalii
- 2008: Wiosna 1941 jako Władek Kowalski
- 2008: Niezawodny system jako komornik
- 2008: Nieruchomy poruszyciel jako inspektor policji
- 2008: Nie kłam kochanie jako Igor, szef Ani, właściciel firmy ogrodniczej
- 2009: Generał – zamach na Gibraltarze jako Zygmunt Biały
- 2009: Contact high jako Marek
- 2010: Trick jako Robert
- 2010: Krzysztof jako Janusz Konecki
- 2010: Matka Teresa od kotów jako makler
- 2010: Maraton tańca jako Szymuś
- 2010: Lincz jako Dariusz Grad, brat Adama
- 2011: Wymyk jako Jerzy
- 2011: Warsaw dark jako policjant George
- 2011: Trzy siostry T jako Janusz, ojciec Roberta
- 2012: Ixjana jako Rajter-Kosmateus
- 2013: Stacja Warszawa jako Marcin Jeżewski
- 2013: W imię... jako Michał Raczewski
- 2013: Drogówka jako kierowca nissana
- 2013: Bilet na Księżyc jako pan Leszek
- 2014: Zbliżenia jako Jacek
- 2014: Warsaw by Night jako Filip
- 2014: Pani z przedszkola jako Ja
- 2014: Jeziorak jako Wilhelm Bryl
- 2014: Piąte: nie odchodź jako Andrzej Malinowski
- 2015: Moje córki krowy – neurochirurg Piotr Wolski
- 2017: Konwój jako Maciąg
- 2017: Amok jako inspektor Jacek Sokolski
- 2018: 7 uczuć jako docent Ludwik
- 2018: Kamerdyner jako Peter Schmidt
- 2018: Fuga jako Krzysztof Słowik
- 2018: Historia pewnego powołania jako kapitan Kazimir Yacevich[5]
- 2019: Boże Ciało jako ksiądz Tomasz
- 2019: (Nie)znajomi jako Grzegorz
- 2020: Broad Peak jako Krzysztof Wielicki[6]
- 2021: Śniegu już nigdy nie będzie jako mąż Wiki
- 2021: Furioza jako Jacek Bauer
- 2021: "Sonata" jako Łukasz Płonka
- 2022: Król dopalaczy[7]

### Seriale
- 2000: Dom jako słuchacz wykładu Zbożnego (odc. 22)
- 2002: Sfora jako Bakłan (odc. 5 i 6)
- 2002: Sfora: Bez litości jako Bakłan
- 2003: Kasia i Tomek jako pasażer jachtu (seria III, odc. 19)
- 2005: Defekt jako Krzysztof Grzesiak „Krab”
- 2005: Wiedźmy jako Jarecki (odc. 5)
- 2005: Oficer jako Jean-Louis (odc. 8 i 9)
- 2005: Kryminalni jako Andrzej Bakowski „Chichot” (odc. 18)
- 2005: Klinika samotnych serc jako Jacek, mąż Bogny i ojciec Maciusia (odc. 13 i 14)
- 2005: Boża podszewka II jako Walerian Kaczor, uczestnik zebrania (odc. 10)
- 2005: Pitbull jako młody kardiolog (odc. 3)
- 2006–2007: Królowie śródmieścia jako Marcin
- 2006: Apetyt na miłość jako Jasiek Krajewski, mąż Joanny
- 2006: Mrok jako Jacek (odc. 7)
- 2007: U Pana Boga w ogródku jako agent Stasio (odc. 1, 2, 6-8)
- 2007: Prawo miasta jako Tadeusz Pazio (odc. 14-17)
- 2007: Odwróceni jako mężczyzna zabity przez Sarnecką (odc. 2)
- 2008: Niania jako kompozytor (odc. 107)
- 2008: Na dobre i na złe jako Irek Bochenek, brat Ryśka (odc. 343)
- 2008: Mała wielka miłość jako taksówkarz Zbyszek (odc. 1, 3 i 4)
- 2008: Hela w opałach jako Marian (odc. 45 i 51)
- 2008: Czas honoru jako gestapowiec Ferschke (odc. 5)
- 2008–2009, 2020–2022: BrzydUla jako Adam Turek
- 2009: Generał jako Zygmunt Biały (odc. 2)
- 2009: Naznaczony jako Piotr (odc. 12)
- 2009: 39 i pół jako profesor Henryk Malicki (odc. 32)
- 2010: Ojciec Mateusz jako „Chińczyk” (odc. 36)
- 2010: Nowa jako Robert, dyrektor oddziału banku (odc. 6)
- 2010: Chichot losu jako Tadeusz Gazda (odc. 10, 12 i 13)
- 2011: Ludzie Chudego jako „Aldi” (odc. 14 i 15)
- 2011–2013: Głęboka woda jako Bolek Zając
- 2011–2012: Bez tajemnic jako Jacek Skotnicki
- 2012: Trick jako Robert
- 2012: Paradoks jako Roman Dworski (odc. 2)
- 2012: Krew z krwi jako Stefan Kozłowski
- 2012–2013: Na krawędzi jako Robert Protasiewicz „Protas”
- 2014: Na krawędzi 2 jako Robert Protasiewicz „Protas”
- 2016: Belfer jako Daniel Poręba, nauczyciel WF
- 2018: Diagnoza jako Gustaw, były kochanek Anny Leśniewskiej
- 2018–2019: Pod powierzchnią jako Maciej Kostrzewa
- 2021: Rojst ’97 jako Adam Mika
- 2022: Matka jako Jacek Noliński[8]
- 2024: Rojst Millenium jako Adam Mika

## Udział w dubbingu
- 2010: Bestia z Wolfsberga – David
- 2013: Jeździec znikąd – kapitan Jay Fuller
- 2013: Hobbit: Pustkowie Smauga – Bard
- 2014: Hobbit: Bitwa Pięciu Armii – Bard
- 2021: Potężne kaczory: Sezon na zmiany – Gordon Bombay[9]

## Nagrody, wyróżnienia, nominacje
- 2000: wyróżnienie za rolę Księdza Piotra w przedstawieniu Dziady zbliżenia według Adama Mickiewicza w reżyserii Macieja Prusa, dyplom AT w Warszawie
- 2000: Nagroda Prezydenta Łodzi na Łódzkich Spotkaniach Teatralnych za spektakl Strona zakwitających dziewcząt
- 2000: Grand Prix Międzynarodowego Festiwalu Działań Teatralnych i Plastycznych za spektakl Rosyjski dramat
- 2002: Wyróżnienie na II Festiwalu Form Teatralnych w Warszawie za rolę w monodramie Jak zjadłem psa (reż. Łukasz Garlicki)
- 2003: Nagroda zespołowa na II Międzynarodowym Festiwalu Szkół Teatralnych w Warszawie za spektakl Wiśniowy sad
- 2006: nominacja do nagrody im. Z. Cybulskiego[10]
- 2016: 41. Festiwal Filmowy w Gdyni – nagroda za drugoplanową rolę męską w filmie Zjednoczone stany miłości
- 2017: 42. Festiwal Polskich Filmów Fabularnych w Gdyni – nagroda za drugoplanową rolę męską w filmie Amok[11]